# Richard Blanco
Pour les articles homonymes, voir Blanco.
Richard Blanco Delgado, né le 21 janvier 1982 à La Guaira au Venezuela, est un footballeur international vénézuélien, qui évolue au poste d'attaquant.

## Biographie

### Carrière en club
Richard Blanco dispute 11 matchs en Copa Libertadores, pour deux buts inscrits, et 8 matchs en Copa Sudamericana, pour 5 buts inscrits.

### Carrière internationale
Richard Blanco compte 15 sélections et 2 buts avec l'équipe du Venezuela depuis 2008. 
Il est convoqué pour la première fois en équipe du Venezuela par le sélectionneur national César Farías, pour un match amical contre l'Angola le 19 novembre 2008. Il sort à la 70e minute à la place d'Alexander Rondón  (0-0). 
Par la suite, le 4 février 2015, il inscrit son premier but en sélection contre le Honduras, lors d'un match amical (victoire 3-2).